# Elish Angiolini
Lady Elish Frances Angiolini, nata McPhilomy (Glasgow, 24 giugno 1960), è un avvocato e funzionaria scozzese.
È stata procuratore generale di Scozia dal 2001 al 2006 e lord avvocato dal 2006 al 2011. È stata la prima donna, la prima procuratrice fiscale e la prima procuratrice legale a ricoprire entrambi gli incarichi. Da settembre del 2012 è preside del St Hugh's College di Oxford. È anche pro-vice-cancelliere dell'Università di Oxford e cancelliere dell'Università della Scozia occidentale. Da quando ha lasciato l'ufficio di lord avvocato ha condotto numerose indagini e inchieste, inclusa una revisione dei casi di decessi delle persone sotto la custodia della polizia commissionata dall'allora segretario di Stato per gli affari interni Theresa May.

## Primi anni di vita e formazione
Elish Angiolini è nata a Govan, un distretto della città di Glasgow, il 24 giugno 1960 da James McPhilomy e Mary (nata Magill). È cresciuta nella stessa città in una famiglia operaia. Suo padre era un commerciante di carbone e in seguito ha lavorato per la Rolls-Royce e poi come autista commerciale. Da bambina voleva diventare una ballerina. Uno dei suoi primi lavori estivi è stato quello di commessa per Marks & Spencer. Ha studiato alla Notre Dame High School for Girls nel West End della città e ha studiato alla Scuola di legge dell'Università di Strathclyde ottenendo un Bachelor of Laws nel 1982 e un diploma in pratica legale nel 1983.
Il primo incontro di Angiolini con la professione forense è avvenuto quando, da adolescente, le è stato chiesto di testimoniare in un processo per furto con scasso. In seguito, ha ricordato: "Non sono rimasta molto colpita. C'erano molte persone importanti in toga e i testimoni sono stati lasciati molto tempo nella stanza dei testimoni e non hanno ricevuto alcuna informazione. [...] Tutta l'attenzione è stata concentrata sulle figure permanenti del tribunale, mentre [...] i testimoni, e quelli sul banco degli imputati, sembravano irrilevanti". L'esperienza ha spinto Angiolini a intraprendere la carriera legale. Successivamente come procuratore fiscale regionale, Angiolini ha elaborato uno schema di collegamento con le vittime che è stato successivamente esteso a tutta la Scozia.

## Inizi della carriera legale
Dopo aver completato gli studi è entrata a far parte del Crown Office e del Procurator Fiscal Service per diventare procuratore fiscale (l'equivalente scozzese del pubblico ministero). Mentre era una tirocinante, è sopravvissuta all'incidente ferroviario di Polmont; due passeggeri seduti accanto a lei sono stati uccisi.
Dopo la sua formazione, Angiolini ha trascorso otto anni come vice procuratore fiscale presso la corte dello sceriffo di Airdrie. Nel 1992 è stata distaccata presso il Crown Office dove ha lavorato presso il Segretariato del lord avvocato. In questo periodo, si è occupata anche di migliorare il sostegno offerto alle vittime e ai testimoni vulnerabili, in particolare ai bambini. È stata quindi nominata vice procuratore fiscale senior a Glasgow, assumendosi la responsabilità operativa per l'accusa dello sceriffo e della giuria. Nel 1995 è stata promossa ad assistente procuratore fiscale a Glasgow.
Nel 1997 Angiolini è tornata al Crown Office come capo della politica, con responsabilità sullo sviluppo della politica in tutte le funzioni del Dipartimento. In particolare, ha aiutato l'ente a prepararsi per la devoluzione ed è stata coinvolta nella preparazione dello Scotland Act del 1998. Allo stesso tempo, Angiolini è stata responsabile dei preparativi che il dipartimento ha curato per l'introduzione dello Human Rights Act del 1998.
Il 27 luglio 2000 è stata quindi nominata procuratore regionale fiscale per Grampiani, Highlands e le Isole con sede ad Aberdeen. È stata la prima donna a ricoprire tale incarico. In questo ruolo elaborato uno schema di collegamento con le vittime che è stato successivamente esteso a tutto il paese.

## Procuratore generale
Il 28 novembre 2001 il Primo ministro Jack McConnell l'ha nominata procuratore generale di Scozia. Angiolini è stato il primo solicitor ad essere nominato procuratore generale. Questo non è stato accolto favorevolmente tra tutti i membri della professione legale.
Nel 2006, McConnell ha elogiato il lavoro di Angiolini come procuratore generale, dicendo che la decisione di nominarla era stata una delle migliori che avesse mai preso.

## Lord avvocato
Dopo le dimissioni di Colin Boyd, barone Boyd di Duncansby, il Primo ministro Jack McConnell l'ha nominata lord avvocato. La sua nomina è stata approvata dal Parlamento scozzese il 5 ottobre 2006, con 99 voti favorevoli, 0 contrari e 15 astenuti. Ha prestato giuramento alla Corte di sessione il 12 ottobre 2006 e un mese dopo è stata nominata membro del Consiglio privato di sua maestà.
Dopo le elezioni parlamentari del 2007 si ipotizzava che la nuova amministrazione guidata dallo Partito Nazionale Scozzese potesse sostituire Angiolini. La mattina dopo le elezioni, Angiolini aveva sgomberato il suo ufficio e si stava preparando a lasciarlo quando ha ricevuto una telefonata da Alex Salmond, il nuovo Primo ministro. Angiolini si è congratulata con Salmond per la sua elezione e ha detto che aveva fatto le valigie. Il politico però le ha risposto: "Disimballa le tue cose e vieni a trovarmi". Egli aveva deciso che Angiolini doveva rimanere in carica e avrebbe continuato a non partecipare alle riunioni di gabinetto se non per fornire consigli o fare dichiarazioni sul proprio dipartimento, come era avvenuto con la precedente amministrazione dopo la partenza del suo predecessore. La sua riconferma è stata concordata dal Parlamento il 24 maggio 2007. Questo l'ha resa il primo lord avvocato a prestare servizio in due diversi esecutivi.
Più tardi, nel 2007, Angiolini si è scontrata pubblicamente con il capo della magistratura scozzese, il Lord Presidente Arthur Hamilton, per il fallimento del processo per gli omicidi di World's End. Il giudice del processo, lord Matthew Clarke, aveva stabilito che non c'erano prove sufficienti per la condanna della giuria e aveva archiviato il caso. Angiolini ha poi rilasciato una dichiarazione al Parlamento scozzese, dicendo di essere "delusa" dalla decisione, una mossa che secondo Hamilton aveva minato l'indipendenza della magistratura.
Nell'ottobre del 2010, Angiolini ha annunciato che si sarebbe dimessa dal ruolo di lord avvocato dopo le elezioni del Parlamento scozzese previste per il maggio del 2011.
Alex Salmond ha reso omaggio ad Angiolini, dicendo che "il suo mandato come lord avvocato è stato caratterizzato da miglioramenti significativi e da un sostanziale successo nello smaltimento della giustizia in Scozia". Il 19 maggio 2011 le è succeduto Francis Mulholland.

## Servizio accademico e di beneficenza
Dopo aver lasciato il suo incarico, Angiolini è stata presentata come la prima mecenate di LawWorks Scotland, un ente di beneficenza che aiuta le persone che non possono permettersi una consulenza legale.
Nel settembre del 2011 è stato annunciato che Angiolini sarebbe diventata professoressa invitata presso la Scuola di legge dell'Università di Strathclyde, l'ateneo dove si era formata. Oltre a svolgere attività didattiche con gli studenti universitari, si è occupata di sviluppare un master in studi di avvocatura.
Angiolini è membro di Terra Firma Chambers, con un particolare interesse per il diritto della pubblica amministrazione e la negligenza professionale.
Nel febbraio del 2012 è stato annunciato che nel settembre dello stesso anno Angiolini sarebbe diventata preside del St Hugh's College di Oxford, in sostituzione di Andrew Dilnot.
Nel febbraio del 2013 l'Università della Scozia occidentale ha annunciato che nel settembre dello stesso anno Angiolini avrebbe sostituito Robert Smith, barone Smith di Kelvin, come cancelliere dell'ateneo.

## Lavori successivi
Angiolini ha condotto una "indagine sullo smaltimento delle ceneri di bambini al Mortonhall Crematorium" nel 2013 dopo che è stato rivelato che i resti di bambini venivano cremati con adulti non imparentati. Successivamente le è stato chiesto dal governo scozzese di condurre un'indagine sulle pratiche di tutti i crematori scozzesi.
Nel 2015 è stata pubblicata la sua recensione su come il Crown Prosecution Service e il Metropolitan Police Service indagano e perseguono i casi di stupro a Londra.
A fine ottobre del 2017 è stato pubblicato un rapporto da lei redatto sui decessi di persone sotto la custodia della polizia nel Regno Unito, commissionato dall'allora segretario di Stato per gli affari interni Theresa May.
Nel 2018 è stata invitata dal governo scozzese a "esaminare i processi per la gestione dei reclami contro la polizia e per indagare su incidenti gravi e presunte cattiva condotta".
Angiolini presiede l'inchiesta indipendente del 2022 sull'omicidio di Sarah Everard, una giovane donna stuprata e poi strangolata da un poliziotto (appartenente al Parliamentary and Diplomatic Protection Command) che l'aveva fermata per aver violato i regolamenti anti-COVID-19.

## Riconoscimenti
Nel 2002 è stata premiata come Alumnus of the Year dall'Università di Strathclyde.
Nel giugno del 2011 è stata nominata dama commendatore dell'Ordine dell'Impero Britannico per i servizi all'amministrazione della giustizia.
È stata insigita di lauree honoris causa in giurisprudenza dall'Università di Strathclyde, dall'Università caledoniana di Glasgow, dall'Università di Stirling, dall'Università di Aberdeen, dall'Università di St Andrews, dall'Università della Scozia Occidentale e dalla Open University di Milton Keynes. È membro della Royal Society of Arts e della Royal Society di Edimburgo dal 2017.
Nel giugno del 2011 Angiolini ha ricevuto lo Special Achievement Award dall'Associazione internazionale dei pubblici ministeri.
Il 10 giugno 2022 è stata nominata dama dell'Ordine del Cardo.

## Vita personale
Nel 1985 ha sposato l'italo-scozzese Domenico Angiolini. Dallo loro unione sono nati due figli, Domenico e David. I suoi hobby includono le camminate, la raccolta di funghi selvatici e il cinema. Risiede a Dunblane.